# 映画を観て旅に出た〜濱田岳 ニューヨークを巡る〜
『映画を観て旅に出た〜濱田岳 ニューヨークを巡る〜』（えいがをみてたびにでた～はまだがく ニューヨークをめぐる）は、2015年に制作・放送された紀行ドキュメンタリー番組。
主演の濱田岳が単身ニューヨークを旅する旅行パートと、映画ファンらによる情報パートから構成される。

## 概要
俳優・濱田岳が1週間の休暇を利用して、単独で真冬のニューヨークを旅する。極寒の現地はマイナス11度。
旅の目的は、これまで多くの映画に愛されてきたこの街で、名作映画のロケ地となった場所をひとりで探し、実際にその場所に立つことであった。
旅行パートでは、濱田が市内の地下鉄やタクシー等を使い、目的地にたどり着く模様が記録されている。
一方、東京のバーでは、映画ファン達が集まり、熱い酒飲みトーク。濱田が訪れたニューヨークの名作に関して、知られざる作品の秘話、撮影の裏話などが披露される。
再放送含めて3回放送された。

## おもなロケ地
※カッコ内は作品名
- コロンバスサークル（タクシードライバー）
- タイムズスクエア（バニラ・スカイ）
- ティファニー本店（ティファニーで朝食を）
- レキシントンアベニュー（七年目の浮気）
- セントラルパーク（クレイマークレイマー）
- クイーンズボロブリッジ（マンハッタン）
- カッツ・デリカテッセン（恋人たちの予感）
- ハーレム地区アパート（レオン）
- コロナパーク（メン・イン・ブラック）
- フランクリン消防署〔en:Firehouse, Hook & Ladder Company 8〕（ゴーストバスターズ）
- トラムウェイ（スパイダーマン、レオン）
- エンパイアステートビル（キングコング、めぐり逢えたら）

## スタッフ
- 企画：田村勇気（電通）
- 演出・撮影：耶雲哉治（ROBOT）
- 構成：渡辺創
- プロデューサー：西牟田知夫（BS日テレ）
- プロデューサー：鳥居太郎（ROBOT）
- プロデューサー：林田むつみ（ROBOT）
- 制作協力：ROBOT、オフィスぼくら
- 制作著作：BS日テレ、電通